# Sinagoga Israelita Brasileira de Petrópolis
A Sinagoga Israelita Brasileira de Petrópolis é um templo judaico localizado no município de Petrópolis, na região serrana do estado do Rio de Janeiro.  Foi construída em 1948.